# Historia Regum Britanniae
Historia Regum Britanniae (Historia de los reyes de Bretaña, en latín) es una crónica pseudohistórica de Gran Bretaña, escrita por el galés Godofredo de Monmouth entre los años 1130 y 1136. El libro reseña cronológicamente las vidas de los reyes de los britanos, comenzando con los troyanos que escaparon de la guerra de Troya y fundaron la nación británica; y termina cuando los anglosajones ocuparon el país en el siglo VII. Se trata de una de las piezas centrales de la materia de Bretaña.
El libro tiene escaso valor histórico, pues hay grandes inexactitudes en los eventos que relata; pero es una valiosa obra de literatura medieval, que contiene la más antigua versión conocida de la historia del rey Lear y sus tres hijas, y ayudó a que los lectores que no hablaban galés conocieran la leyenda del rey Arturo.
Gozó de gran éxito durante la Edad Media, así como su principal traducción al romance: el Roman de Brut, del poeta Wace.

## Contenido de la obra
La Historia comienza con el troyano Eneas, quien según la leyenda romana se asentó en Italia después de la guerra de Troya. Su nieto Bruto es exiliado y, tras un periodo vagando sin rumbo, es elegido por la diosa Diana, quien le ordena que se asiente en una isla en el océano del oeste, que por su causa se llamó Britania.
La historia continúa cronológicamente, contando entre los gobernantes a Bladud, que tuvo poderes mágicos e incluso intentó volar; Leir de Britania, que dividió el reino entre sus tres hijas, según el amor que cada una de éstas le profesaba (una historia que Shakespeare usó en su tragedia El rey Lear); y Dunvallo Molmutius, que codificó las Molmutine Laws. Los hijos de Dunvallo, Belinus y Brennius, lucharon en una guerra civil antes de volver a reconciliarse, y saquearon Roma.
Los intentos de Julio César de invadir Britania fueron frenados por Cassivellaunus. Tenemos noticia de un rey llamado Cunobelinus, en quien Shakespeare basaría su obra Cimbelino. Tras el intento de César, sería Claudio quien se enfrentase con los hijos de Cunobelinus invadiendo la isla. El linaje de los reyes britanos continúa bajo la ley romana e incluye a Lucio de Britania, primer rey cristiano de la zona, y un gran número de personajes romanos: entre ellos, el emperador Constantino I, el usurpador del trono Allectus y el comandante militar Asclepiodotus (Asclepiodoto de Heraclea).
Tras el gobierno de Roma, Vortigern se hace con el poder e invita a los sajones, gobernados por Hengist y Horsa, a que vengan como mercenarios a su servicio; pero estos se vuelven contra él, y Britania continúa en estado de guerra bajo los reinados de Aurelio Ambrosio y de su hermano Uther Pendragon, con la ayuda del mago Merlín.
El hijo de Uther, el rey Arturo, infligió una severa derrota a los sajones, de modo que estos dejaron de constituir una amenaza incluso después de la muerte del rey. Mientras tanto, Arturo conquistó grandes zonas del norte de Europa, y se vivió una época de paz y prosperidad hasta que el emperador romano Lucio Tiberio pidió de nuevo a Britania que pagara tributos a Roma. Arturo derrotó a Lucio en la Galia, pero su sobrino Mordred le arrebató el trono en su ausencia. Arturo regresó y mató a Mordred pero, mortalmente herido, fue llevado a la isla de Ávalon y dejó el reino a su primo Constantino III de Bretaña. Con Arturo desaparecido, los sajones volvieron y reforzaron su poder. El linaje de los reyes de Britania continuó hasta la muerte de Cadwallader, tras el cual los sajones, el pueblo inglés, se hicieron los gobernantes de Bretaña.